# 코리노카르푸스속
코리노카르푸스속(Corynocarpus)은 코리노카르푸스과(Corynocarpaceae)의 유일속이다. 뉴기니섬부터 뉴질랜드까지, 그리고 서 태평양의 섬들에 자생하는 6종의 식물을 포함하고 있다.

## 종
- Corynocarpus australasicus C. T. White
- Corynocarpus cribbianus (F. M. Bailey) L. S. Sm.
- Corynocarpus dissimilis Hemsl.
- Corynocarpus laevigatus J. R. Forst. & G. Forst.
- Corynocarpus rupestris Guymer
- Corynocarpus similis Hemsl.